# D-Block & S-te-Fan
D-Block & S-te-Fan (DBSTF) är en hardstyle-DJ-duo från Nederländerna bestående av Diederik Bakker (född 21 Juni 1988) och Stefan den Daas (född 3 Juli 1983). De började producera musik tillsammans 2004.
Duons första album, Music Made Addictz, gavs ut 2009 på skivbolaget Scantraxx. Albumet innehåller bland annat gruppens mest kända låt, Music Made Addict, samt samarbeten med andra hardstyleartister som Wildstylez. År 2009 gjorde D-Block & S-Te-Fan årets ledmotiv för Qlimax, The Nature of Our Mind. Duon har spelat på flera stora evenemang som Qlimax, Defqon.1, Q-Base och In Qontrol.